# Chevrolet 150
Chevrolet One-Fifty sau 150 a fost un model economic, produs în număr mic de Chevrolet în perioada 1953-1957. Numele 150 este versiunea scurtă a numărului de producție 1500, pentru a respecta stilul anilor '50. A înocuit modelul anterior, Chevrolet Styleline iar în 1956 a fost înlocuit de Chevrolet Delray. 

## Istoria
Modelul 150 nu a putut fi vândut în masă, în ciuda eforturilor publicitare depuse.  Mașina a fost în mare parte cumpărată doar de poliție, stat, mici afaceriști și modificatori de mașini (hot-rodderi).  S-au vândut mai puține modele 150, decât modele 210 și Bel Air într-un an. Un motiv pentru care acest model a fost vândut în număr mic a fost lipsa de opțiuni pentru personalizarea mașinii. Doar spre finalul erei lui 150 au apărut opțiuni noi.
Astăzi, colecționarii prețuiesc mai mult modele 210 și Bel Air de cât 150.

## Modele
| Producția | Motorizare | Transmisie |
| --------- | --- | --- |
| 1953-1954 | 216 in³ "Thrift-master" I6; 93 hp (1953 doar pentru modele sedan) 235 in³ "Thrift-King" I6; 108 hp (1953 echipament standard) 235 in³ "Thrift-King" I6 rated at 108 hp (1953 echipament standard)                                             | |
| 1955      | 235 in³ "Blue Flame" I6; 123 hp (transmisie manuală) 235 in³ "Blue Flame I6; 136 hp (transmisie automată) 265 in³ "Turbo-Fire" OHV V8; 162 hp sau 180 hp (opțional)                                                                           | 3-viteze Synchromesh manual 3-viteze Synchromesh manual cu supraturație 2-viteze Powerglide automat.                                               |
| 1956      | 235 in³ "Blue Flame" I6; 140 hp. 265 in³ "Turbo-Fire" OHV V8; 170 hp. 265 in³ "Turbo-Fire" OHV V8; 210 hp 265 in³ "Turbo-Fire" OHV V8; 225 hp                                                                                                 | 3-viteze Synchromesh manual 3-viteze Synchromesh manual cu supraturație 2-viteze Powerglide automat.                                               |
| 1957      | 235 in³ "Blue Flame" I6; 140 hp. 265 in³ "Turbo-Fire" OHV V8; 162 hp. 283 in³ "Super Turbo-Fire" OHV V8; 185 hp 283 in³ "Super Turbo-Fire" OHV V8; 220 hp 283 in³ "Super Turbo-Fire" OHV V8; 270 hp 283 in³ "Super Turbo-Fire" OHV V8; 283 hp | 3-viteze Synchromesh manual 3-viteze Synchromesh manual cu supraturație 2-viteze Powerglide automat Turboglide (număr de viteze variabil) automat. |